# Insulina lispro
La insulina lispro, que se vende bajo la marca Humalog, entre otras, es un tipo modificado de insulina médica que se usa para tratar la diabetes tipo 1 y tipo 2. Se utiliza mediante inyección subcutánea o dentro de una bomba de insulina. El inicio de los efectos generalmente ocurre dentro de los 30 minutos y dura aproximadamente 5 horas. A menudo también se necesita una insulina de acción prolongada como la insulina NPH.
Entre los efectos secundarios más frecuentes se encuentran los niveles bajos de azúcar en la sangre.  Otros efectos secundarios graves pueden ser un nivel bajo de potasio en la sangre. Su uso durante el embarazo y la lactancia suele ser seguro. Funciona igual que la insulina humana aumentando la cantidad de glucosa que absorben los tejidos y disminuyendo la cantidad de glucosa producida por el hígado.
El uso de la insulina lispro se aprobó por primera vez en Estados Unidos en 1996. Es una forma manufacturada de insulina humana en la que se ha cambiado un  aminoácido. En 2020 fue el 71.er medicamento más recetado en Estados Unidos, con más de 10 millones de recetas.

## Química
Es una forma fabricada de insulina humana en la que los aminoácidos lisina y prolina se han intercambiado al final de la cadena B de la molécula de insulina. Este cambio de aminoácidos imita el factor de crecimiento similar a la insulina 1 que también tiene lisina (K) y prolina (P) en ese orden en las posiciones 27 y 28.

## Usos médicos
La insulina lispro se usa para tratar a personas con diabetes tipo 1 o diabetes tipo 2. Por lo general, no se debe cambiar a insulina lispro a las personas que les va bien con la insulina regular.
Los efectos secundarios comunes incluyen irritación de la piel en el lugar de la inyección, hipoglucemia, hipopotasemia y lipodistrofia. Otros efectos secundarios graves incluyen anafilaxia y reacciones de hipersensibilidad.

## Mecanismo de acción
Mediante la tecnología del ADN recombinante  se invierten los residuos finales de lisina y prolina en el extremo C-terminal de la cadena B. Esta modificación no altera la unión al receptor, pero bloquea la formación de dímeros y hexámeros de insulina. Esto permite disponer inmediatamente de mayores cantidades de insulina monomérica activa para inyecciones posprandiales.

## Historia
La insulina lispro (marca comercial Humalog) obtuvo la autorización de comercialización en la Unión Europea en abril de 1996, y se aprobó su uso en Estados Unidos en junio de 1996.
La insulina lispro (marca Liprolog) obtuvo la autorización de comercialización en la Unión Europea en mayo de 1997, y de nuevo en agosto de 2001.
En diciembre de 1999 se aprobó en Estados Unidos la combinación de insulina lispro y otras formas de insulina.
La insulina lispro Sanofi recibió la autorización de comercialización como biosimilar en la Unión Europea en julio de 2017.
La inyección de insulina lispro (nombre comercial Admelog) se aprobó para su uso en los Estados Unidos en diciembre de 2017.
En enero de 2020, el Comité de Medicamentos de Uso Humano (CHMP) de la Unión Europea recomendó la concesión de una autorización de comercialización para la insulina lispro ácida (marca Lyumjev) para el tratamiento de la diabetes mellitus en adultos. La insulina lispro (Lyumjev) fue aprobada para su uso en la Unión Europea en marzo de 2020 y en los Estados Unidos el 18 de junio de 2020, según lo informado por Medscape.

## Sociedad y cultura

### Economía
En los Estados Unidos, el precio de un vial de Humalog aumentó de 35 dólares en 2001 a 234 en 2015, o 10,06 y 29,36 dólares por 100 unidades. En abril de 2019, Eli Lilly and Company anunció que produciría una versión que se vendería a 137,35 dólares por vial, aproximadamente la mitad del coste de ese momento. El consejero delegado dijo que se trataba de una contribución "para solucionar el problema de los elevados gastos de los estadounidenses que viven con enfermedades crónicas", pero Patients for Affordable Drugs Now dijo que se trataba solo de un movimiento de relaciones públicas, ya que "otros países pagaban 20 dólares por un vial de insulina." Más tarde, Lilly puso en marcha su programa Insulin Affordability Solutions, que limitaba los precios de todas sus insulinas, incluida Humalog, a 35 dólares al mes, tanto para los asegurados comerciales como para los no asegurados.
El coste en el Reino Unido fue de entre 1,66 y 1,96 libras por cada 100 unidades, en 2017.